# إسلام الجندي
إسلام الجندي (مواليد 3 مارس 1990) هو ملاكم مصري، مثّل بلاده في الألعاب الأولمبية الصيفية 2012.

## روابط خارجية
إسلام الجندي على موقع أوليمبيديا (الإنجليزية)